# سعد الشريع
سعد رغيان سعود فهيد الشريع، نائب سابق في مجلس الأمة الكويتي.
شارك في انتخابات مجلس الأمة الكويتي 2006 في الدائرة الرابعة والعشرون، وحصل على المركز الثاني برصيد 4463 صوت وفاز بالانتخابات.